# Acraea marginata
Acraea marginata är en fjärilsart som beskrevs av Eltringham 1911. Acraea marginata ingår i släktet Acraea och familjen praktfjärilar. Inga underarter finns listade i Catalogue of Life.